# 200 meter bröstsim för herrar i simning vid olympiska sommarspelen 2020
Herrarnas 200 meter bröstsim vid olympiska sommarspelen 2020 avgjordes 27–29 juli 2021 i Tokyo Aquatics Centre.
Det var 26:e gången 200 meter bröstsim fanns med som en gren vid OS. Grenen har varit med i varje upplaga av olympiska sommarspelen sedan 1908.

## Rekord
Före tävlingarna gällde dessa rekord:
| Världsrekord     | Anton Tjupkov (RUS)  | 2.06,12 | Gwangju, Sydkorea         | 26 juli 2019   | [ 2 ]       |
| Olympiskt rekord | Ippei Watanabe (JPN) | 2.07,22 | Rio de Janeiro, Brasilien | 9 augusti 2016 | [ 3 ] [ 4 ] |

Följande rekord slogs under tävlingen:
| Datum   | Tävling | Namn               | Nation     | Tid     | Rekord |
| ------- | ------- | ------------------ | ---------- | ------- | ------ |
| 29 juli | Final   | Zac Stubblety-Cook | Australien | 2.06,38 | 0OR0   |

## Schema
Alla tiderna är UTC+9.
| Datum   | Tid   | Omgång      |
| ------- | ----- | ----------- |
| 27 juli | 19:38 | Försöksheat |
| 28 juli | 11:21 | Semifinaler |
| 29 juli | 10:44 | Final       |

## Resultat

### Försöksheat
Simmarna med de 16 bästa tiderna gick vidare till semifinal.
| Placering | Heat | Bana | Namn                  | Nationalitet             | Tid     | Noteringar |
| --------- | ---- | ---- | --------------------- | ------------------------ | ------- | ---------- |
| 1         | 4    | 4    | Zac Stubblety-Cook    | Australien               | 2.07,37 | Q          |
| 1         | 4    | 5    | Arno Kamminga         | Nederländerna            | 2.07,37 | Q          |
| 3         | 3    | 2    | Matti Mattsson        | Finland                  | 2.08,44 | Q          |
| 4         | 5    | 3    | Nic Fink              | USA                      | 2.08,48 | Q          |
| 5         | 5    | 4    | Anton Tjupkov         | ROC                      | 2.08,54 | Q          |
| 6         | 5    | 6    | Erik Persson          | Sverige                  | 2.08,76 | Q          |
| 7         | 5    | 2    | Dmitrij Balandin      | Kazakstan                | 2.08,99 | Q          |
| 8         | 4    | 3    | Ryuya Mura            | Japan                    | 2.09,00 | Q          |
| 9         | 4    | 2    | Kirill Prigoda        | ROC                      | 2.09,21 | Q          |
| 10        | 5    | 5    | Matthew Wilson        | Australien               | 2.09,29 | Q          |
| 11        | 3    | 4    | Shoma Sato            | Japan                    | 2.09,43 | Q          |
| 12        | 3    | 8    | Antoine Viquerat      | Frankrike                | 2.09,54 | Q          |
| 13        | 5    | 1    | Andrius Šidlauskas    | Litauen                  | 2.09,56 | Q          |
| 14        | 4    | 8    | Ljubomir Epitropov    | Bulgarien                | 2.09,68 | Q          |
| 15        | 3    | 5    | James Wilby           | Storbritannien           | 2.09,70 | Q          |
| 16        | 3    | 6    | Ross Murdoch          | Storbritannien           | 2.09,95 | Q          |
| 17        | 4    | 6    | Andrew Wilson         | USA                      | 2.09,97 |            |
| 18        | 2    | 3    | Denis Petrashov       | Kirgizistan              | 2.10,07 |            |
| 19        | 3    | 7    | Cho Sung-jae          | Sydkorea                 | 2.10,17 |            |
| 20        | 3    | 3    | Marco Koch            | Tyskland                 | 2.10,18 |            |
| 21        | 4    | 7    | Caspar Corbeau        | Nederländerna            | 2.10,21 |            |
| 22        | 4    | 1    | Berkay Öğretir        | Turkiet                  | 2.10,73 |            |
| 23        | 5    | 8    | Darragh Greene        | Irland                   | 2.11,09 |            |
| 24        | 2    | 4    | Anton McKee           | Island                   | 2.11,64 |            |
| 25        | 2    | 5    | Martin Allikvee       | Estland                  | 2.12,60 |            |
| 26        | 2    | 2    | Amro Al-Wir           | Jordanien                | 2.12,61 |            |
| 27        | 2    | 7    | Ron Polonsky          | Israel                   | 2.12,71 |            |
| 28        | 3    | 1    | Christopher Rothbauer | Österrike                | 2.13,19 |            |
| 29        | 1    | 2    | Tyler Christianson    | Panama                   | 2.13,41 |            |
| 30        | 2    | 6    | Jorge Murillo         | Colombia                 | 2.13,46 |            |
| 31        | 2    | 8    | Daniils Bobrovs       | Lettland                 | 2.14,25 |            |
| 32        | 1    | 6    | Ryan Maskelyne        | Papua Nya Guinea         | 2.15,33 |            |
| 33        | 2    | 1    | Adriel Sanes          | Amerikanska Jungfruöarna | 2.16,87 |            |
| 34        | 1    | 3    | Josué Domínguez       | Dominikanska republiken  | 2.17,34 |            |
| 35        | 1    | 4    | Taichi Vakasama       | Fiji                     | 2.17,35 |            |
| 36        | 1    | 5    | Izaak Bastian         | Bahamas                  | 2.17,40 |            |
| 37        | 1    | 7    | Julio Horrego         | Honduras                 | 2.17,51 |            |
| 38        | 1    | 1    | Arnoldo Herrera       | Costa Rica               | 2.20,09 |            |
| 39        | 1    | 8    | Abdulaziz Al-Obaidly  | Qatar                    | 2.23,22 |            |
| 40        | 5    | 7    | Qin Haiyang           | Kina                     | DSQ     |            |

### Semifinaler
Simmarna med de 8 bästa tiderna gick vidare till final.
| Placering | Heat | Bana | Namn               | Nationalitet   | Tid     | Noteringar |
| --------- | ---- | ---- | ------------------ | -------------- | ------- | ---------- |
| 1         | 2    | 4    | Zac Stubblety-Cook | Australien     | 2.07,35 | Q          |
| 2         | 2    | 8    | James Wilby        | Storbritannien | 2.07,91 | Q          |
| 3         | 1    | 4    | Arno Kamminga      | Nederländerna  | 2.07,99 | Q          |
| 4         | 1    | 5    | Nic Fink           | USA            | 2.08,00 | Q          |
| 5         | 2    | 5    | Matti Mattsson     | Finland        | 2.08,22 | Q          |
| 6         | 1    | 6    | Ryuya Mura         | Japan          | 2.08,27 | Q          |
| 7         | 2    | 3    | Anton Tjupkov      | ROC            | 2.08,54 | Q          |
| 8         | 1    | 3    | Erik Persson       | Sverige        | 2.08,76 | Q          |
| 9         | 2    | 2    | Kirill Prigoda     | ROC            | 2.08,88 |            |
| 10        | 2    | 7    | Shoma Sato         | Japan          | 2.09,04 |            |
| 11        | 2    | 6    | Dmitrij Balandin   | Kazakstan      | 2.09,22 |            |
| 12        | 1    | 7    | Antoine Viquerat   | Frankrike      | 2.09,97 |            |
| 12        | 1    | 8    | Ross Murdoch       | Storbritannien | 2.09,97 |            |
| 14        | 1    | 2    | Matthew Wilson     | Australien     | 2.10,10 |            |
| 15        | 1    | 1    | Lyubomir Epitropov | Bulgarien      | 2.10,33 |            |
| 16        | 2    | 1    | Andrius Šidlauskas | Litauen        | 2.10,69 |            |

### Final
| Placering | Bana | Namn               | Nationalitet   | Tid     | Noteringar |
| --------- | ---- | ------------------ | -------------- | ------- | ---------- |
| 1         | 4    | Zac Stubblety-Cook | Australien     | 2.06,38 | 0OR0       |
| 2         | 3    | Arno Kamminga      | Nederländerna  | 2.07,01 |            |
| 3         | 2    | Matti Mattsson     | Finland        | 2.07,13 |            |
| 4         | 1    | Anton Tjupkov      | ROC            | 2.07,24 |            |
| 5         | 6    | Nic Fink           | USA            | 2.07,93 |            |
| 6         | 5    | James Wilby        | Storbritannien | 2.08,19 |            |
| 7         | 7    | Ryuya Mura         | Japan          | 2.08,42 |            |
| 8         | 8    | Erik Persson       | Sverige        | 2.08,88 |            |